# Vitreobalcis
Vitreobalcis is een geslacht van weekdieren uit de klasse van de Gastropoda (slakken).

## Soorten
- Vitreobalcis holdsworthi (H. Adams, 1874)
- Vitreobalcis laevis Warén, 1980
- Vitreobalcis nutans (Megerle von Mühlfeld, 1824)